# Вест Хамонд (Њу Мексико)
Вест Хамонд (енгл. West Hammond) насељено је место без административног статуса у америчкој савезној држави Њу Мексико.

## Демографија
По попису из 2010. године број становника је 2.790.
| Група             | 2000.    | 2010.         |
| Белци             | 0 (0,0%) | 1.620 (58,1%) |
| Афроамериканци    | 0 (0,0%) | 22 (0,8%)     |
| Азијати           | 0 (0,0%) | 2 (0,1%)      |
| Хиспаноамериканци | 0 (0,0%) | 730 (26,2%)   |
| Укупно            | 0        | 2.790         |